# Coöperatieve Koninklijke Boekverkopersbond
De Coöperatieve Koninklijke Boekverkopersbond (KBb) is de Nederlandse belangenvereniging voor boekverkopers. De bond heeft tot doel het ondersteunen van hun leden en de belangen te behartigen ter bevordering van een politiek en economisch gunstig ondernemersklimaat voor de boekhandel. 
In dat licht heeft de Koninklijke Boekverkopersbond zich ingespannen voor de totstandkoming en het behoud van de Wet op de Vaste Boekenprijs. De KBb beweegt zich daarnaast ten behoeve van de leden op onder meer de terreinen distributie, promotie, duurzaamheid, leesbevordering, CAO en samenwerking in de collectiviteit van de boekensector. Leden kunnen de Nederlandse Boekenbon verkopen en innemen, gebruikmaken van advies en meedoen met campagnes van de CPNB.

## Geschiedenis
De Koninklijke Boekverkopersbond is in 1907 opgericht om de belangen van de boekhandel te behartigen. De wortels van de KBb liggen in 1889, toen boekverkopers zich rond het tijdschrift De Debitant en in lokale debitantenverenigingen (verenigingen voor boekverkopers) verenigden. In 1907 werd De Nederlandschen Debitantenbond officieel opgericht tijdens een voorbereidende vergadering van de Vereeniging in de Eensgezinsheid in Amsterdam aan het Spui. De bond begon in het eerste jaar met 112 leden. De naam werd in 1924 gewijzigd in Nederlandschen Boekverkoopersbond. Op 24 september 2007 bestond de bond honderd jaar. Tijdens een speciaal boekverkopersgala maakte Job Cohen, de toenmalige burgemeester van Amsterdam, bekend dat Hare Majesteit de Koningin de bond het predicaat Koninklijk toekent, omdat de bond een zeer belangrijke plaats inneemt in het vakgebied en daarbij een voorbeeld is van deugdelijk bestuur. Sindsdien gaat de bond door het leven als de Koninklijke Boekverkopersbond.

## Donnerpenning
Sinds haar vijftigjarig bestaan in 1957 reikt de bond elke vijf jaar de J.H. Donnerprijs uit aan een persoon die zich in bijzondere mate verdienstelijk heeft gemaakt voor het boekenvak binnen het Nederlandse taalgebied. Deze prijs, bestaande uit een penning, werd in 2019 uitgereikt aan mr. dr. Maarten Asscher, oud-uitgever en voormalig directeur van Athenaeum boekhandel. Onder andere Ari Doeser, oud-directeur KBb, en Geert Lubberhuizen, oprichter en uitgever van De Bezige Bij, gingen hem voor. 